# Syrtis Major
Syrtis Major Planum (die Große Syrte; früher Syrtis Major Planitia) ist eine ausgedehnte Hochebene auf dem Planeten Mars.

## Geschichte
Christiaan Huygens entdeckte Syrtis Major im Jahre 1659. Anhand ihrer Positionsveränderungen bestimmte er die Eigenrotation des Mars zu 24,5 Stunden (heutiger Wert: 24,623 h).
Im Februar 2021 landete der NASA-Rover Perseverance im Jezero-Krater in der Syrtis Major.

## Areographie

### Lage
Die fast 2 Millionen Quadratkilometer umfassende, dreieckig geformte Hochebene befindet sich im Syrtis-Major-Gradfeld, nahe dem Äquator, bei 19,41° nördlicher Breite und 76,64° östlicher Länge des Mittelpunktes. Im Norden grenzt sie an die Nilosyrtis Mensae, im Nordosten an die Utopia-Ebene, im Osten an die Isidis-Ebene, im Süden an die Thyrrhena Terra und im Westen an die Arabia Terra. Die Ebene ist rund 1300 Kilometer breit und 1500 Kilometer lang.

### Oberflächenstrukturen

#### Krater
Im Gegensatz zur flachen, nördlichen Tiefebene besitzt die Syrtis Major eine erhöhte Kraterdichte. Zudem weisen diese zumeist ein höheres Alter auf und wurden daher oft bereits teilweise oder vollständig von vulkanischem Material verfüllt.

#### Tafelberge
Die Oberfläche der Ebene wird unter anderem von Tafelbergen geprägt, die sich aufgrund ihrer helleren Färbung sehr gut von der Umgebung unterscheiden lassen. Sie entstanden, als vulkanische Lavaströme das ältere Hochlandmaterial abtrugen und dabei nur die stabileren, senkrechten Gesteinsformationen hinterließen.

#### Windverformungen
Die Landschaft wurde stark durch die vorherrschenden Winde aus Ost-Südost-Richtung geformt. Die Windrichtung lässt sich zumindest in jüngerer Vergangenheit anhand der hellen Windverwehungen ableiten, die sich vor allem auf der dem Wind abgewandten Seite der Einschlagskrater gebildet haben.
Der Wind verursacht außerdem die auffällige, dunkle Färbung der Ebene. Sie kommt dadurch zustande, dass hier nur geringe Ablagerungen von hellerem Marsstaub vorhanden sind, da dieser offensichtlich von Winden „weggefegt“ wird und sich in tieferen Regionen wie dem östlichen Isidis Planitia absetzt. Aufgrund der Färbung kann Syrtis Major von der Erde aus bereits mithilfe kleinerer Teleskope wahrgenommen werden.

## Namensherkunft
Benannt ist Syrtis Major nach dem lateinischen Ausdruck für die Große Syrte, der südlichsten Bucht des Mittelmeers vor der libyschen Küste.